# TDRS-13
El TDRS-13, conocido como TDRS-M antes de su lanzamiento, es un satélite de comunicaciones estadounidense operado por la NASA como parte del Tracking and Data Relay Satellite System. Es el decimotercer satélite del sistema, y la tercera y última nave espacial de la tercera generación de dicho sistema. Fue lanzado al espacio en 2017.

## Características
El TDRS-M fue construido por Boeing basándose en el bus satelital BSS-601HP. Completamente cargado de combustible, tiene una masa de 3.454 kg (7.615 lb) y una vida útil de diseño de 15 años. Lleva dos antenas orientables capaces de proporcionar comunicaciones de bandas S, Ku y Ka para otras naves espaciales, con un conjunto adicional de transpondedores de banda S para comunicaciones de menor velocidad con cinco satélites más. El satélite funciona con dos paneles solares que producen de 2,8 a 3,2 kilovatios de potencia, mientras y usa un motor R-4D-11-300 como sistema de propulsión.

## Lanzamiento
En 2015, la NASA contrató a United Launch Alliance para lanzar el TDRS-M en un Atlas V 401 por 132,4 millones de dólares. La nave espacial fue lanzada el 18 de agosto de 2017 a las 12:29 UTC (08:29 hora local) desde el Complejo de Lanzamiento Espacial 41 en la Estación de la Fuerza Espacial de Cabo Cañaveral.

## Incidentes
El 15 de julio de 2017, el satélite TDRS-M resultó dañado durante el proceso de encapsulado en las instalaciones de Astrotech Space Operations. La NASA emitió un comunicado de prensa informando de que "la NASA y Boeing están revisando un incidente ocurrido durante las actividades finales de encapsulado de la nave espacial de la misión Tracking Data Relay Satellite (TDRS-M) en Astrotech Space Operations en Titusville, Florida, el 14 de julio, involucrando a la antena omnidireccional de banda S". Este incidente resultó en un retraso del lanzamiento.

Situación de los satélites TDRS el 22 de mayo de 2020.

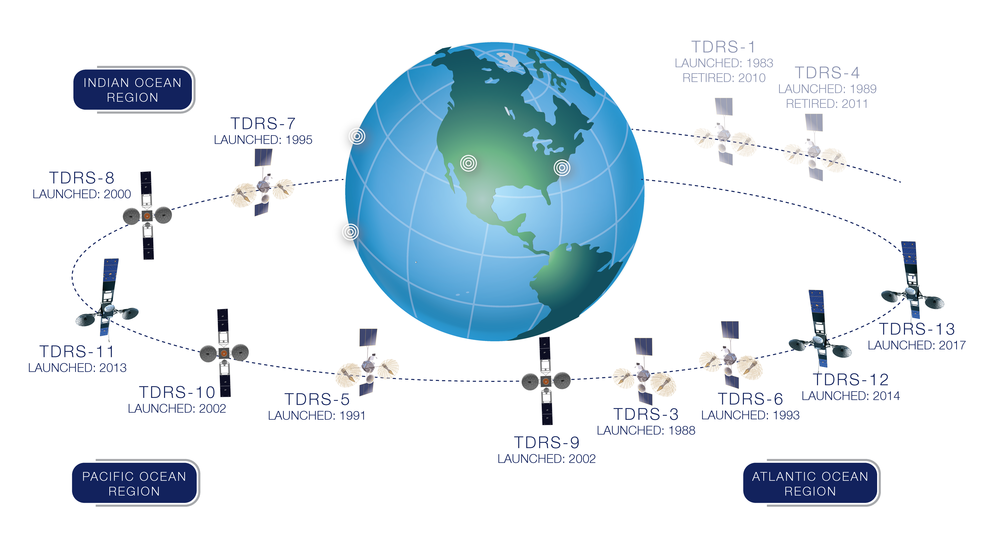
Situación de los satélites TDRS en marzo de 2019.